# 자산관리계좌
자산관리계좌(資産管理計座, 영어: cash management account, CMA)는 본래 어음관리계좌로 부르는 실적배당형 상품과 자유 입출금식 보통예금 계좌를 접목한 것으로 종금사만이 판매할 수 있는 상품으로 국공채나 기업어음(CP)에 투자해 올린 수익을 투자자들에게 돌려주는 상품이다. 그러나 선입선출법을 적용한다.
금융투자회사들도 국공채나 기업어음 대신에 머니 마켓 펀드(MMF)나 머니 마켓 랩(MMW), 단기특정금전신탁(MMT), 환매조건부채권(RP)에 투자하는 CMA 상품을 내놓고 있다.